# NGC 6501
NGC 6501 est une vaste galaxie lenticulaire située dans la constellation d'Hercule. Sa vitesse par rapport au fond diffus cosmologique est de 2 987 ± 7 km/s, ce qui correspond à une distance de Hubble de 44,1 ± 3,1 Mpc (∼144 millions d'al). NGC 6501 a été découverte par l'astronome germano-britannique William Herschel en 1799.
NGC 6501 présente une large raie HI.
NGC 6501 forme une paire de galaxies avec NGC 6500.
À ce jour, quatre mesures non basées sur le décalage vers le rouge (redshift) donnent une distance de 38,850 ± 12,538 Mpc (∼127 millions d'al), ce qui est à l'intérieur des valeurs de la distance de Hubble. Notons cependant que c'est avec la valeur moyenne des mesures indépendantes, lorsqu'elles existent, que la base de données NASA/IPAC calcule le diamètre d'une galaxie et qu'en conséquence le diamètre de NGC 6501 pourrait être d'environ 27,4 kpc (∼89 400 al) si on utilisait la distance de Hubble pour le calculer.

## Groupe de 6500
NGC 6501 fait partie du groupe de NGC 6500. Ce groupe de galaxies compte au moins six membres. Les cinq autres galaxies du groupe sont NGC 6467, NGC 6500, UGC 10966 (NGC 6430), UGC 11037 et UGC 11044.